# Володькова Дівиця
Воло́дькова Діви́ця (у 1928—1941, 1943—1945 роках — Червонопартизанське, у 1945—2016 роках — Червоні Партиза́ни) — село в Україні, центр Володьководівицького старостинського округу у Носівській міській громаді Ніжинського району Чернігівської області. Населення складає 3300 осіб (станом на 2024 рік).

## Географія
Село розташоване за 117 км від обласного центру, 14 км від районного центру та за 15 км від адміністративного центру громади, на березі річки Дівиці. Біля села пролягає залізнична магістраль Хутір-Михайлівський — Київ, на якій знаходиться пасажирський однойменний зупинний пункт приміських поїздів напрямку Київ — Ніжин.

## Транспорт
Через село вулицею Центральною проходить автошлях Т 2526, що сполучає село Нова Басань з Ніжином через Бобровицю і Носівку.

## Назви
За дослідженнями історика Опанаса Шафонського, вперше село згадується у 1627 році як Володькова Дівиця. Саме тоді граф Потоцький віддав його у володіння шляхтичу Володькевичу і на його честь вважається й названо село. Насправді, Стефан Потоцький став ніжинським старостою значно пізніше (він народився прибл. у 1624 році). А на початку XVII століття ніжинськими (та новгород-сіверськими) землями розпоряджався Щасний Вішель - капітан, який був представником Владислав IV Ваза, і саме він призначав тут осадників. 
Також існують й інші версії. За повір'ям, у цій місцевості мешкав циган Володька, у якого в корчмі працювала гарна дівчина. Всі чумаки, які їхали з Ніжина у Крим по сіль, обов'язково заїжджали у цей шинок, щоб пообідати у Володькової дівиці. За переказами раніше село мало назву Володькове (так місцяни називали князя Володимира Великого, або Володимира Ясне Сонечко, який регулярно приїздив сюди на полювання).
У роки так званої "громадянської війни" у цих краях сформувався перший антиукраїнський партизанський загін. На честь 10-річчя встановлення радянської влади за рішенням Ніжинського парткому 31 січня 1928 року Президія Ніжинського округового виконавчого комітету перейменувала село в Червонопартизанське, а після Другої світової війни — у Червоні Партизани (саме у  1941—1942 роках чимало селян пішли у ліси й вимушено допомагали партизанам, хоч нацисти за це дуже жорстоко карали. У ті часи німецькі окупанти розстріляли понад дві сотні мешканців села).

## Історія
Неподалік села Володькова Дівиця виявлено городище часів Київської Русі.

### Річ Посполита
Роком заснування Володькової Дівиці вважається 1627 рік, на так званій «королівщині» — земельних фондах короля Польщі, які поділялися з-поміж героїв Смоленської війни. Осадник села — шляхтич Самуель Володкевич, від прізвища якого і пішла назва села. Містечко заселялось ним, правдоподібно, на старому городищі, де у Литовську добу існувало село Дівиця. В Україні шляхетський рід Володкевичів був поширений на Житомирщині, зустрічався також в білоруських воєводствах Великого князівства Литовського.
Населений пункт Dewice позначено на «Спеціальному та докладному плані України…» де Боплана (1650) та на пізніших мапах.

### Гетьманщина
У 1648 році населення покозачилося, взявши участь у Визвольній війні під проводом Богдана Хмельницького. Село стало центром Володьково-Дівицької сотні Ніжинського полку Гетьманщини. Проте вже 1658 року розформована гетьманом Іваном Виговським. Надалі село перебувало у складі 2-ї Ніжинської полкової сотні.
Наприкінці XVII століття у селі налічувалось 155 козацьких і 88 селянських домогосподарств. Військова адміністрація інколи відпускала селян на відходні промисли.
1770 року імператриця Катерина II, через голову Малоросійської колегії, «пожалувала» частину села з прилеглими хуторами графу П. О. Румянцеву-Задунайському.

### XIX століття
На початку XIX століття село залишалося переважно козацьким. Побудовано цегельний завод. Аби дати роботу малоземельним і безземельним селянам, їх переселяли у побудовані на території економії бараки. Також сюди переводили ремісників для роботи на горілчаному й цегельному заводах, суконній фабриці. Залежні селяни тікали в малозаселені південноукраїнські степи. 
У 1840-ві роки XIX століття в селі налічувалось 80 осіб. Станом на 1861 рік у селі налічувалось вже 6426 осіб, з них лише 2560 кріпаків, 3800 козаків, крім того 66 дворян й духівництва.
1892 - центр Володько-Дівицької волості у складі 11 населених пунктів. Населення села - 6409 осіб
Поряд з економією Михайла Петровича Голіцина у Володьковій Дівиці розташувалися господарства ще сім великих господарств. Полковнику Карабиновському належало 400 десятин і 83 кріпаки.

#### Економіка
12 великих землевласників у ХІХ столітті — з колишніх козаків. Вони мали від кількох десятків і до сотні десятин землі, власні підприємства — олійниці, лісопильні, млини, скуповували і перепродували худобу. Решта селян, теж з колишніх козаків, землі мала набагато менше, не мала маєтностей та тяжко працювала задарма на землях 12 великих землевласників. На середній двір державних селян (колишніх козаків) припадало по 6—8 десятин. Державні селяни жили окремою від поміщицьких селян громадою, мали своє самоврядування: волосну управу, суд, свій порядок віддачі рекрутів. Був спільний гамазей для зберігання хліба на випадок недороду чи іншого стихійного лиха, громадські пасовища, сіножаті. При сільській церкві була школа для хлопчиків.

#### Пореформенна економіка
Після селянської реформи 1861 року норма земельного наділу становила від 1,5 до 2,75 десятини. Голіцин виділив колишнім своїм кріпакам лише по 1,5 десятини, залишивши у своїй власності велику кількість землі. Це стало приводом до неодноразових виступів жителів села у пореформений період. До того ж 325 дворових залишились без землі. Скрізь — у полі, на бурякових плантаціях, цегельному й горілчаному заводах, сукновальні — переважала ручна праця.
У 1868 році, коли власницею маєтку після смерті Голіцина стала його дружина, селяни знову зажадали, щоб їм повернули 4 тис. десятин землі, привласнених під час проведення реформи. Конфлікт розтягнувся до 1884 року, коли 30 осіб було покаранено, а 5 осіб — заслано до Сибіру.

#### Боротьба за землю
У травні-серпні 1903 року відбувся виступ колишніх кріпаків проти Марії Павлівни Долгорукової (дочка О. Голіциної). Вони відмовилися сплачувати орендну плату за землю і вимагали повернути у власність ділянки, відібрані під час селянської реформи 1861 року. Тоді Долгорукова наказала переорати і засіяти орендовану землю, а коли на ній з'явилися сходи, селяни вигнали на них свою худобу, яка все дощенту витоптала. Під час сутички було поранено 5 селян, 8 — заарештовано та віддано до суду.

### XX століття

#### Перша світова війна
Понад 1500 осіб (селян та колишніх козаків) було мобілізовано на Першу світову війну в Російську імператорську армію, понад 400 з них загинуло на фронтах. Чимало учасників війни повернулися інвалідами. Селянські господарства занепадали, водночас латифундістка нажилась на вигідних замовленнях військових відомств на різні продукти та худобу.

#### У складі УНР
Після Лютневої революції у Володьковій Дівиці було скасовано старе волосне управління, розпущено місцеву поліцію. Почав діяти місцевий орган УНР — волосний виконавчий комітет. До його складу увійшли й солдати, які повернулися з фронту влітку 1917 року. Під тиском цих солдатів комітет ухвалив рішення про звільнення солдатських родин від грошових і натуральних податків на утримання армії.
29 січня 1918 року військові загони українських більшовиків під командою колаборанта Юрія Коцюбинського, сина українського письменника Михайла Коцюбинського, захопили село. Проте вже за два місяці село звільнила німецька армія.

#### Австрійська присутність
Ефективно було організовано збір контрибуції з населення, боротьбу з антинімецькою більшовицькою пропагандою, переслідувалися місцеві повстанські загони, зокрема — під командою Кропив'янського. 17 травня 1918 року повстанці Кропив'янського були в селі, де агітували селян до виступу проти австрійців та гетьманців. Наприкінці червня 1918 року влада роззброїла селян (колишніх козаків), чимало з них було знищено.
5 липня 1918 року зареєстровано один з найуспішніших боїв промосковських повстанців Миколи Кропив'янського (під час їх нападу на село загинуло 32 українські бійці державної варти гетьмана Павла Скоропадського).

#### Радянська влада
У січні 1919 року 1-ша українська радянська дивізія на чолі Миколи Кропив'янського знову захопили Володькову Дівицю. Проте 29 серпня 1919 року їх вибили денікінці. Майже всі чоловіки з Володькової Дівиці організовано пішли в ліс, частина їх була в диверсійному загоні під командуванням двоюрідного брата Миколи Кропив'янського — Г. Кропив'янського, що вів боротьбу з білогвардійцями. Люди громили денікінські гарнізони, руйнували засоби зв'язку, залізничні мости й колії.
З 1921 року в селі встановлена стабільна радянська влада. У лютому 1923 року Володькодівицьку волость було приєднано до Носівського району. На той час налічувалося 1696 домогосподарств і проживало 8193 особи. Для дітей-сиріт створили так звану «дитячу трудову колонію», де неповнолітні працювали та харчувалися.
1928 року село Володькова Дівиця перейменовано в Червонопартизанське за цілковито партійно-адміністративний спосіб — без будь-яких попередніх обговорень чи формальних зборів мешканців села. У окружній газеті «Нове Село» була написана стаття:

| «Президія Ніжинського окрвиконкому ухвалила з нагоди 10-річчя Червоної армії відзначити та представити до нагороди такі села: по Носівському району — перейменувати село Володькову Дівицю як місце партизанщини, на Червонопартизанське і надати почесну адресу від ВУЦВК |
У 1928 році у селі спиляний останній віковічний дуб, з якого було зроблено пам'ятник героям революції (під час окупації німецьких військ він був спалений).
Комуністи почали атеїстичну пропаганду, тероризували віруючих, ламали церкву. 1932 року комуністи вдалися до терору голодомором. Від голодомору померли цілі родини, включаючи дітей та старих.

#### Німецько-радянська війна
13 вересня 1941 року село було окуповано військами нацистської Німеччини. Багато жителів села вступило до партизанського загону. Було створено партизанське з'єднання «За Батьківщину», командиром його 2-го полку став уродженець Червоних Партизан Микола Симоненко.
Після того, як партизанські провокатори влітку 1942 року вбили гітлерівського офіцера, гітлерівці в Червоних Партизанах схопили і розстріляли за вбитого 175 заручників. Після цього партизанський загін поповнився.
16 вересня 1943 року Червона армія відвоювала село у німецьких окупантів, відновивши російську окупацію. Партизанський полк Миколи Симоненка у повному складі увійшов до військ 60-ї армії генерала Івана Черняховського та брав участь у операції з форсування річки Дніпро.
Під час німецько-радянської війни було мобілізовано понад 2 тис. уродженців села, з них 1206 осіб загинуло.

#### Післявоєнний період
До кінця 1940-х років у Червоних Партизанах комуністи влаштовували геноцид. Проте, селяни примусовою важкою працею спорудили 352 житлових будинків для колгоспників, відремонтували й переобладнали приміщення лікарні. У голодний 1946 рік відкрито середню школу.

### У Незалежній Україні
19 травня 2016 року Постановою Верховної Ради України «Про перейменування окремих населених пунктів та районів», селу Червоні Партизани відновлена історична назва — Володькова Дівиця..
30 вересня 2016 року, в ході децентралізації, село увійшло до складу Носівської міської громади.
19 липня 2020 року, в результаті адміністративно-територіальної реформи та ліквідації Носівського району, село у складі Носівської громади увійшло до Ніжинського району.

## Особистості
Уродженці села:
- Авраменко Ілля Корнійович (1907—1973) — російський поет.
- Іван Бойко (1899—1971) — доктор історичних наук
- Буряк Анатолій Миколайович (1968—2014) — капітан Сухопутних військ ЗСУ, командир мотострілецького взводу 1-ї окремої Гвардійської танкової бригади (смт Гончарівське). Загинув 6 вересня 2014 року поблизу міста Щастя Луганської області під час війни на сході України.
- Власенко Григорій Зіновійович (1931—2013) — український краєзнавець, письменник.
- Даніш Олександр Миколайович (1994—2023) — український військовий, загинув на російсько-українській війні.
- Закалюжний Євген Григорович (1979—2022) — солдат Збройних сил України, учасник російсько-української війни.
- Кропив'янський Микола Григорович (1889—1948) — український радянський військовий діяч часів Української революції 1917—1921 років.
- Кулик Тарас Анатолійович (1996—2023) — український військовик, загинув на Російсько-українській війні.
- Ляшко О. М. — генерал-майор
- Петро Медвідь (1939—2022) — український журналіст і письменник, заслужений журналіст України, полковник запасу.
- Павло Плющ (1896—1975) — доктор філологічних наук, професор Київського державного університету
- Симоненко Микола Дмитрович (1915—1981) — командир партизанського полку в роки Німецько-радянської війни, Герой Радянського Союзу.
- Сірик П. Д. — генерал-лейтенант
- Скотар М. Я. (нар. 1947) — доктор юридичних наук, заслужений юрист України.

## Галерея

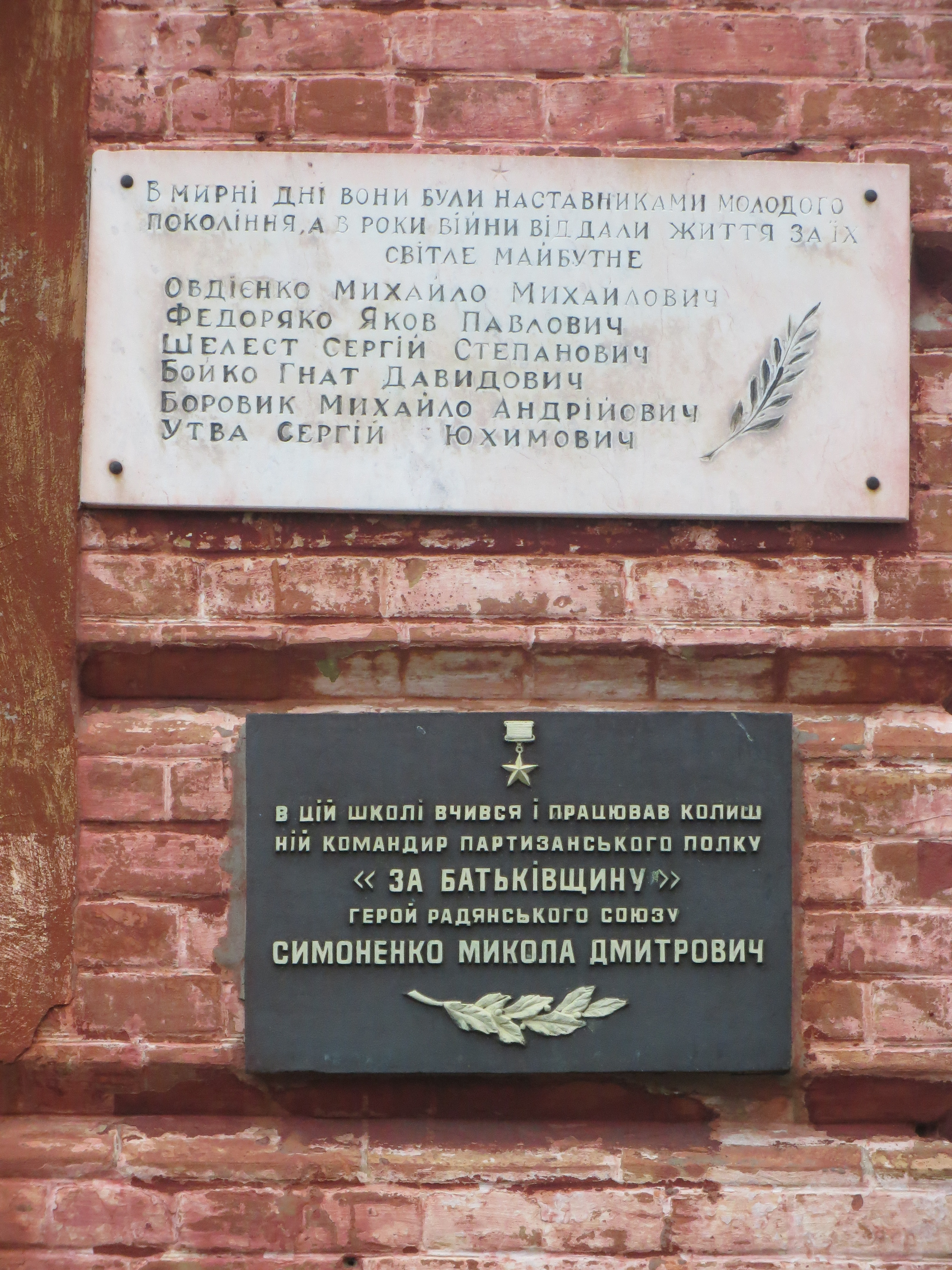
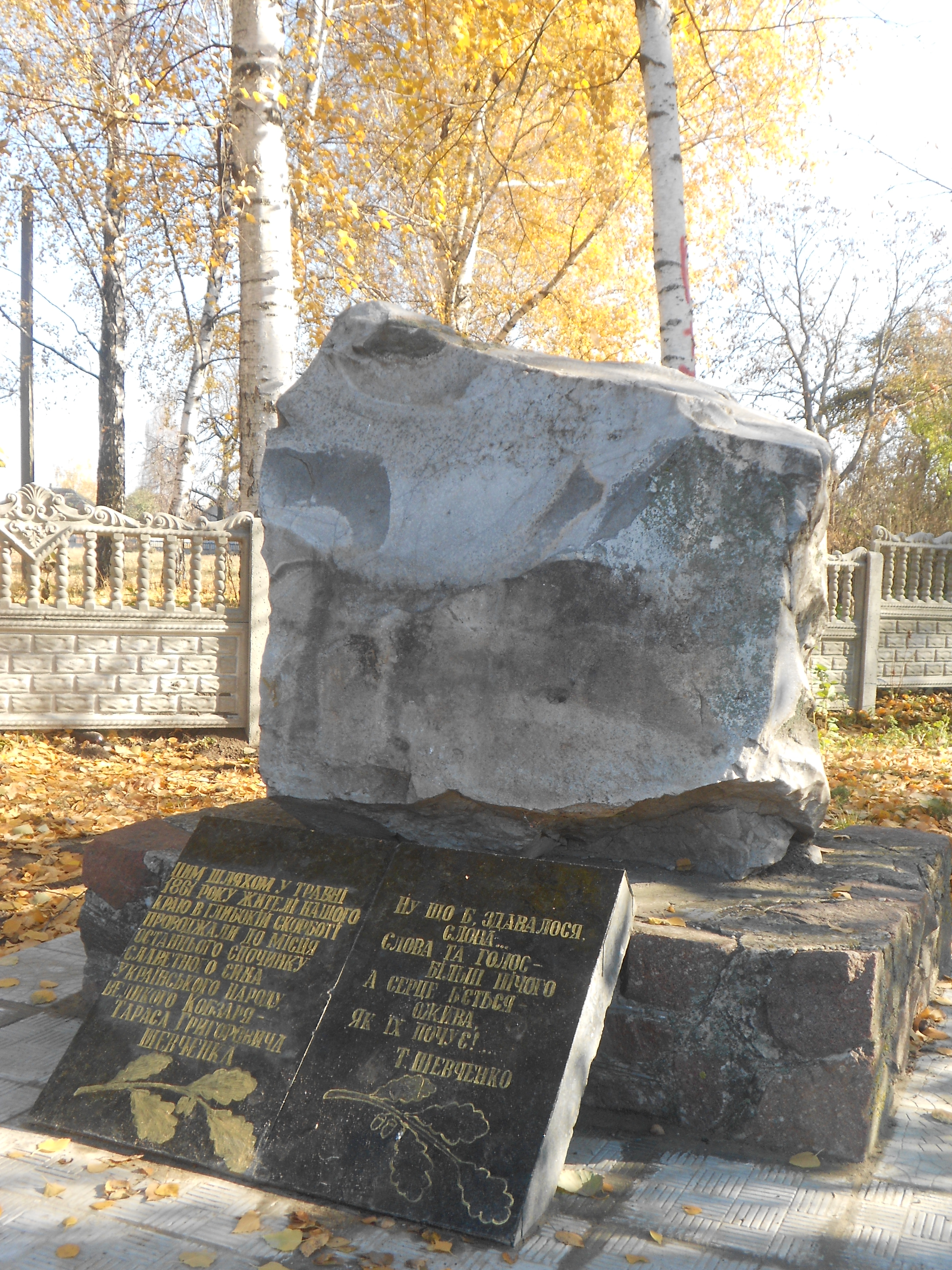
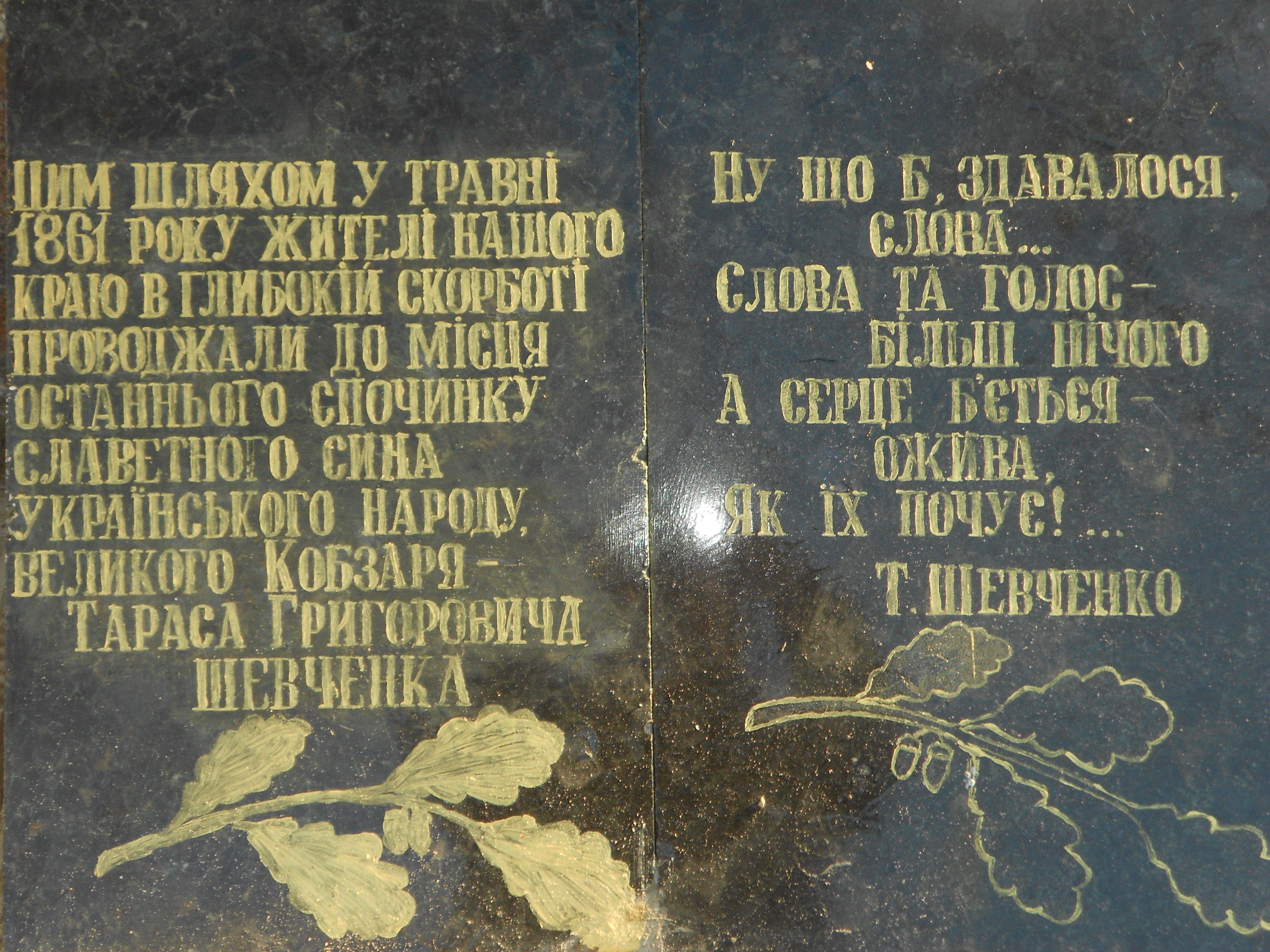
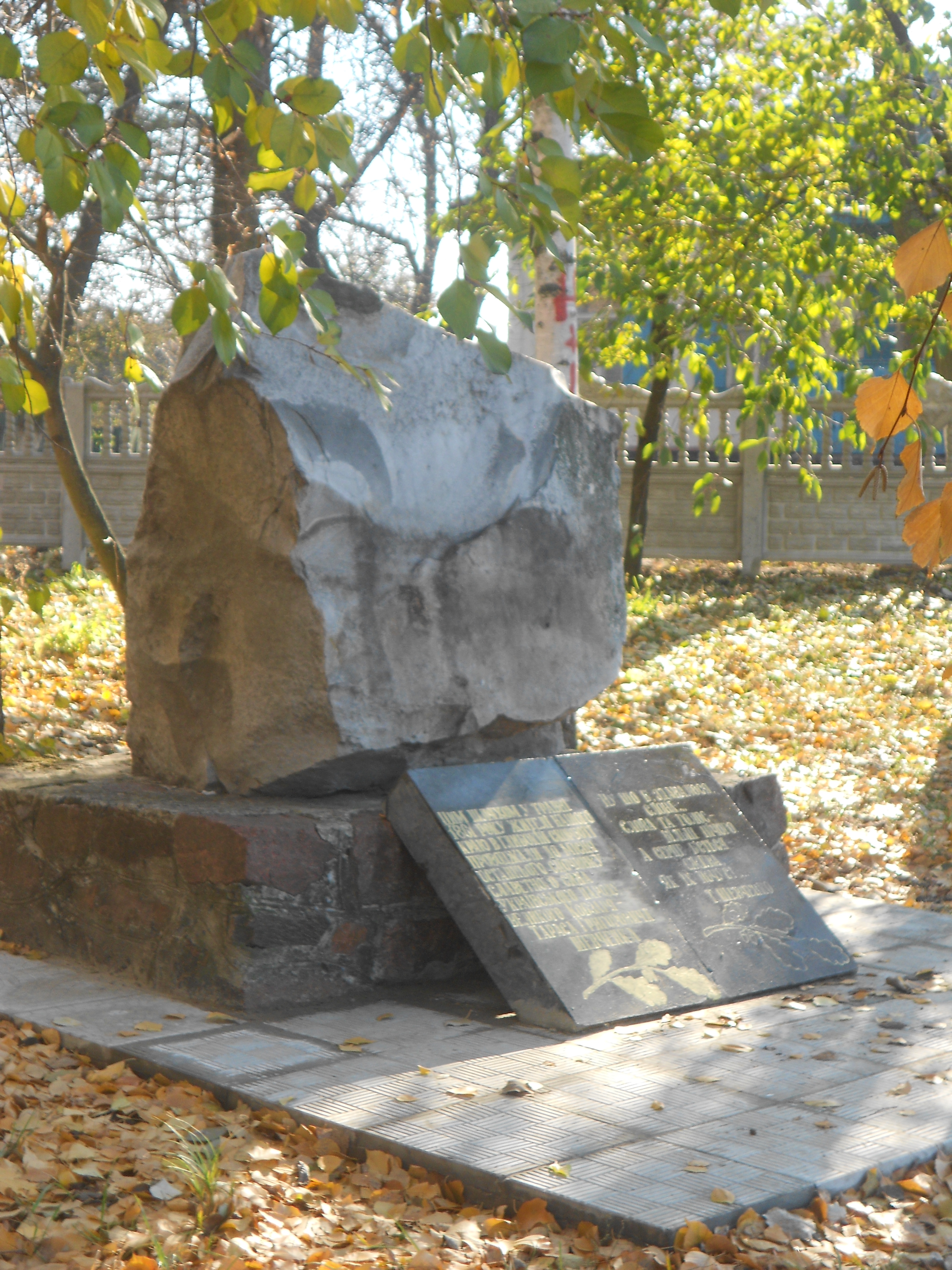
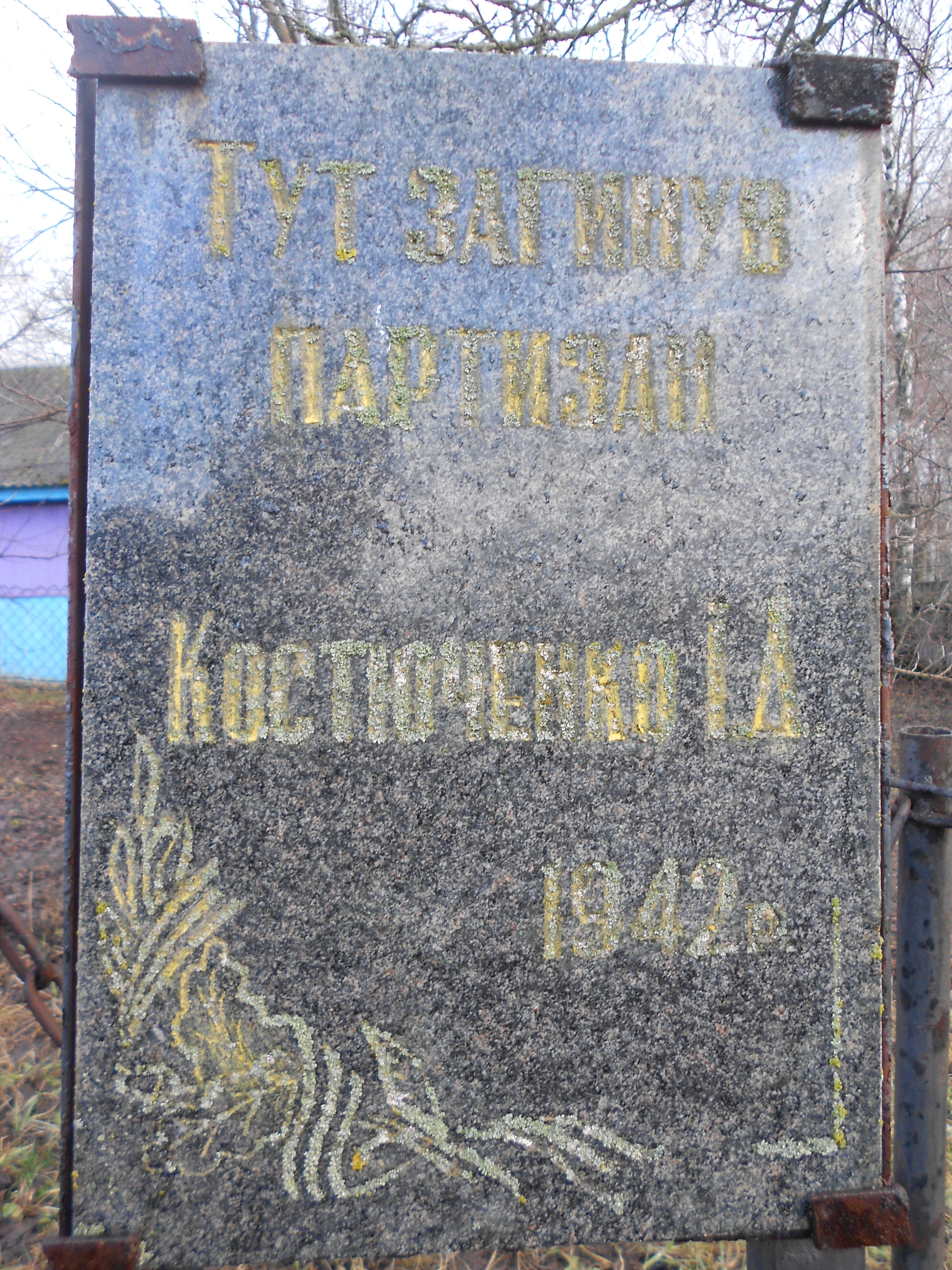
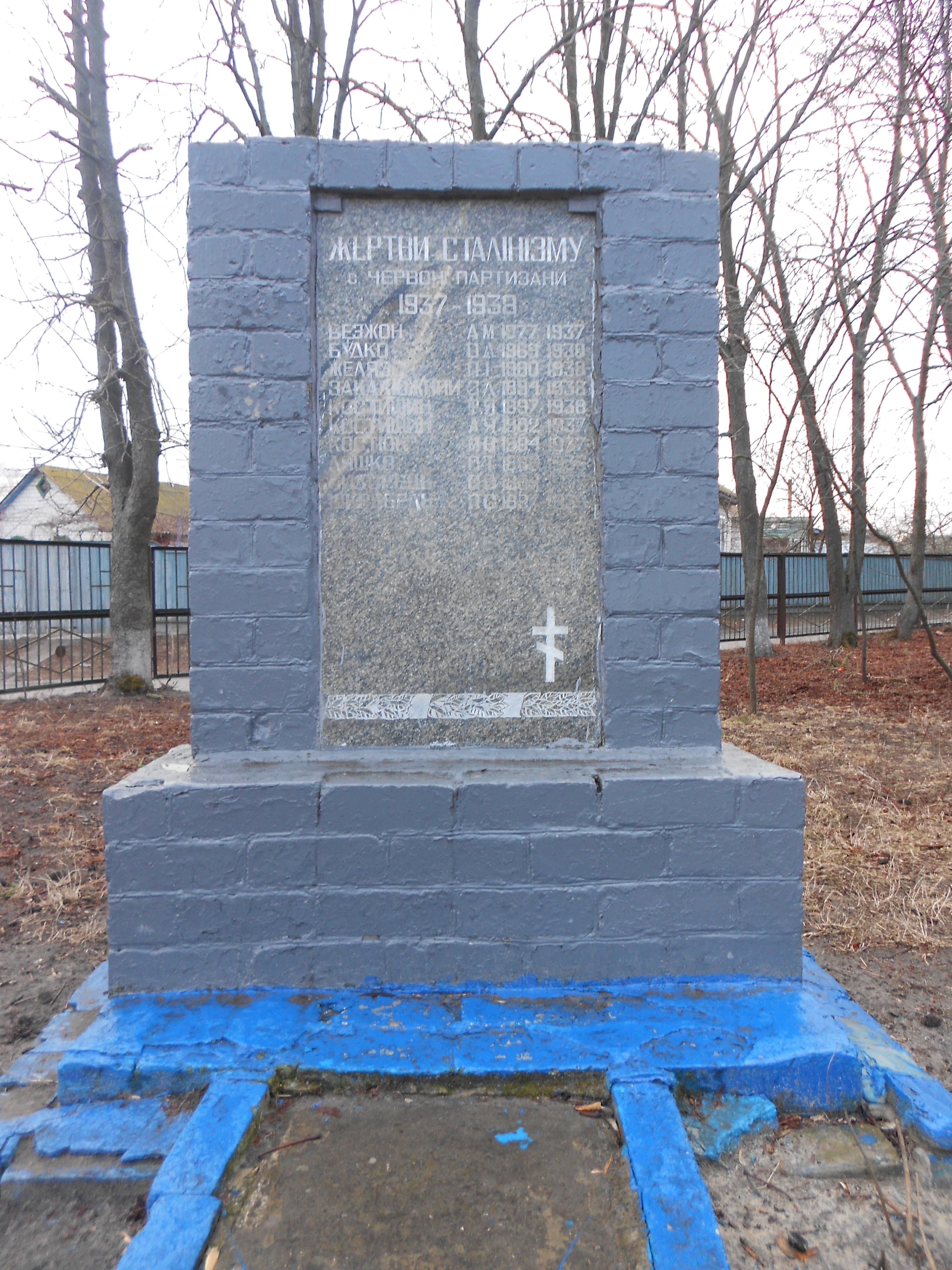
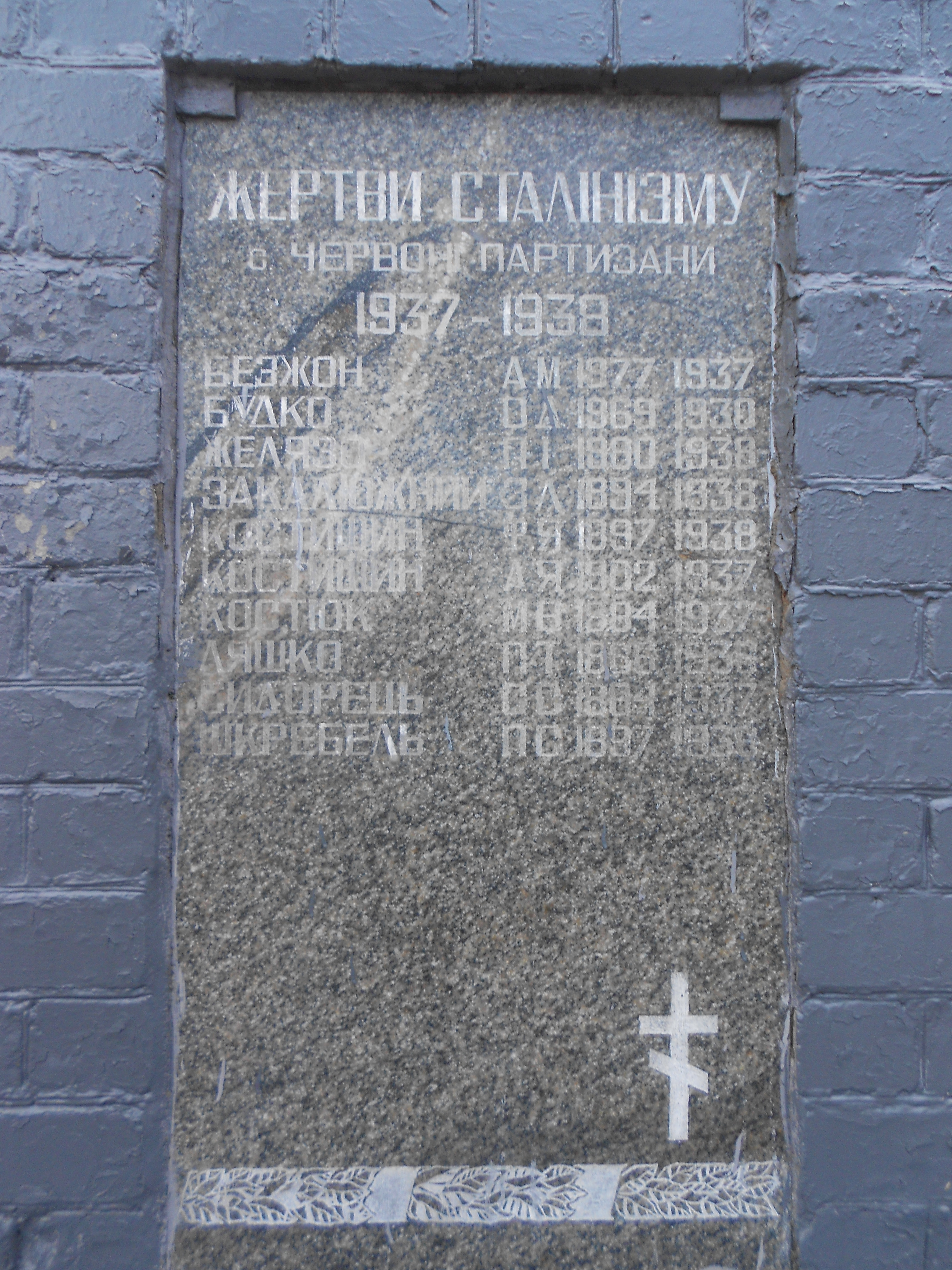
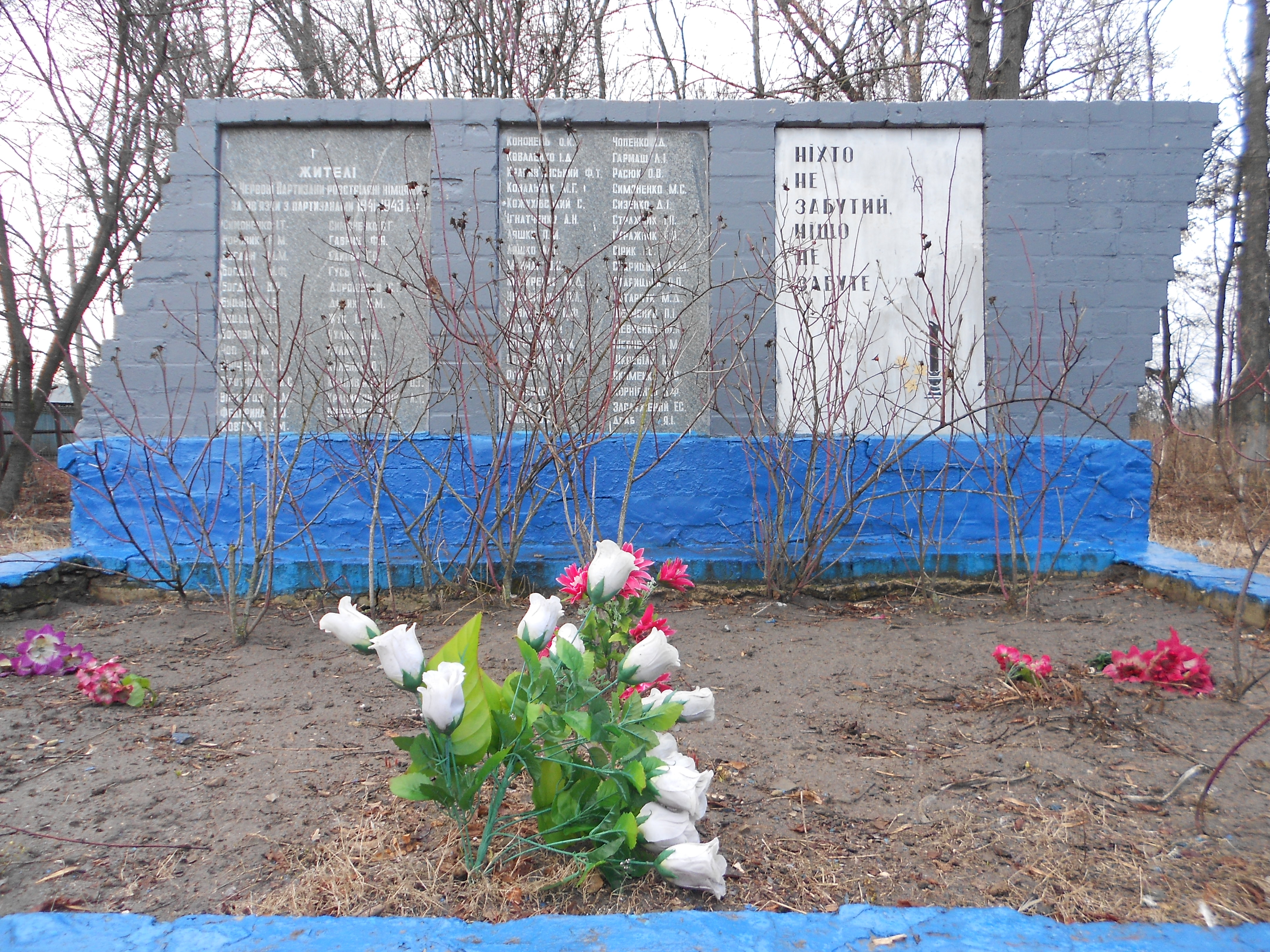
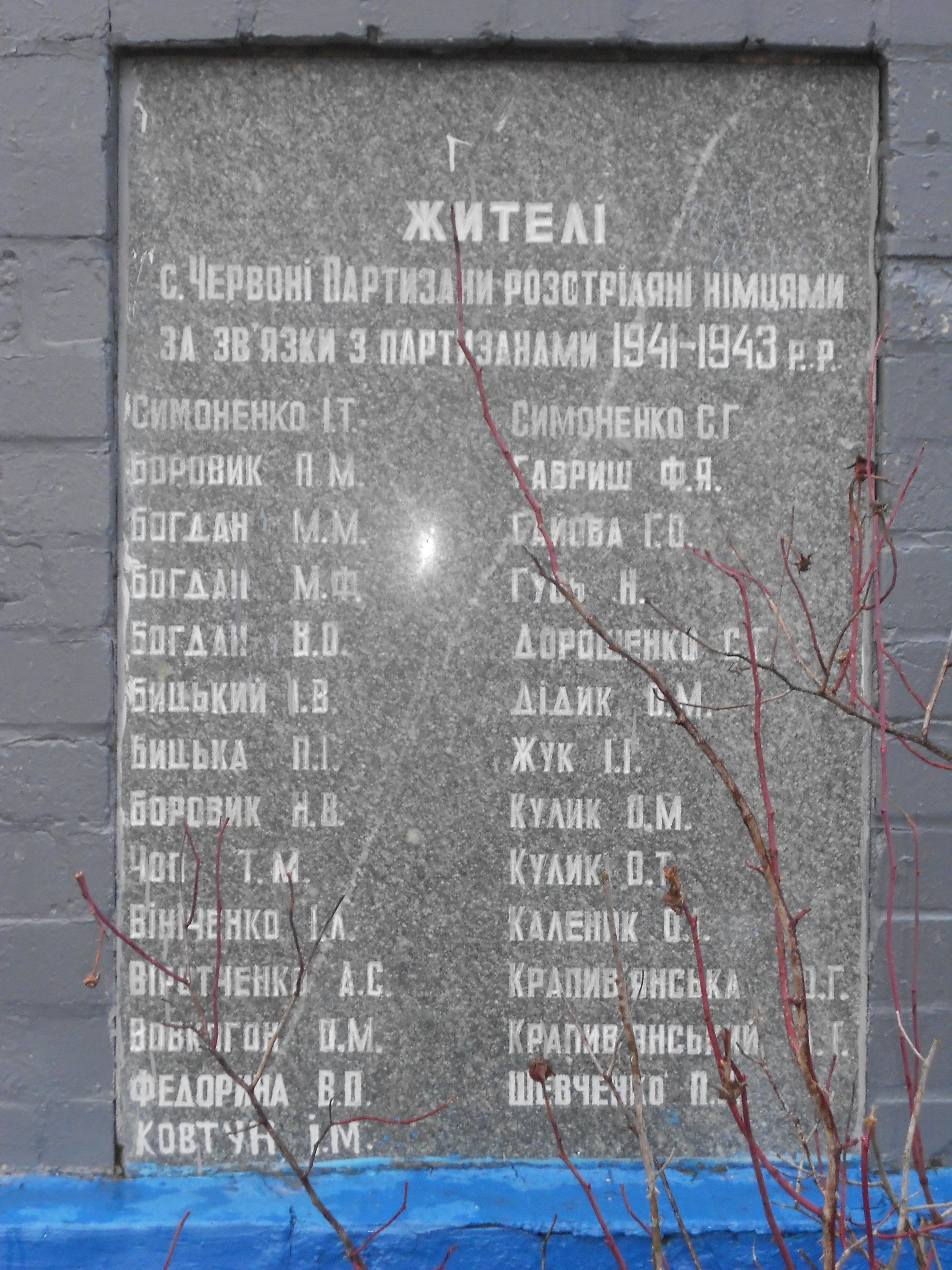
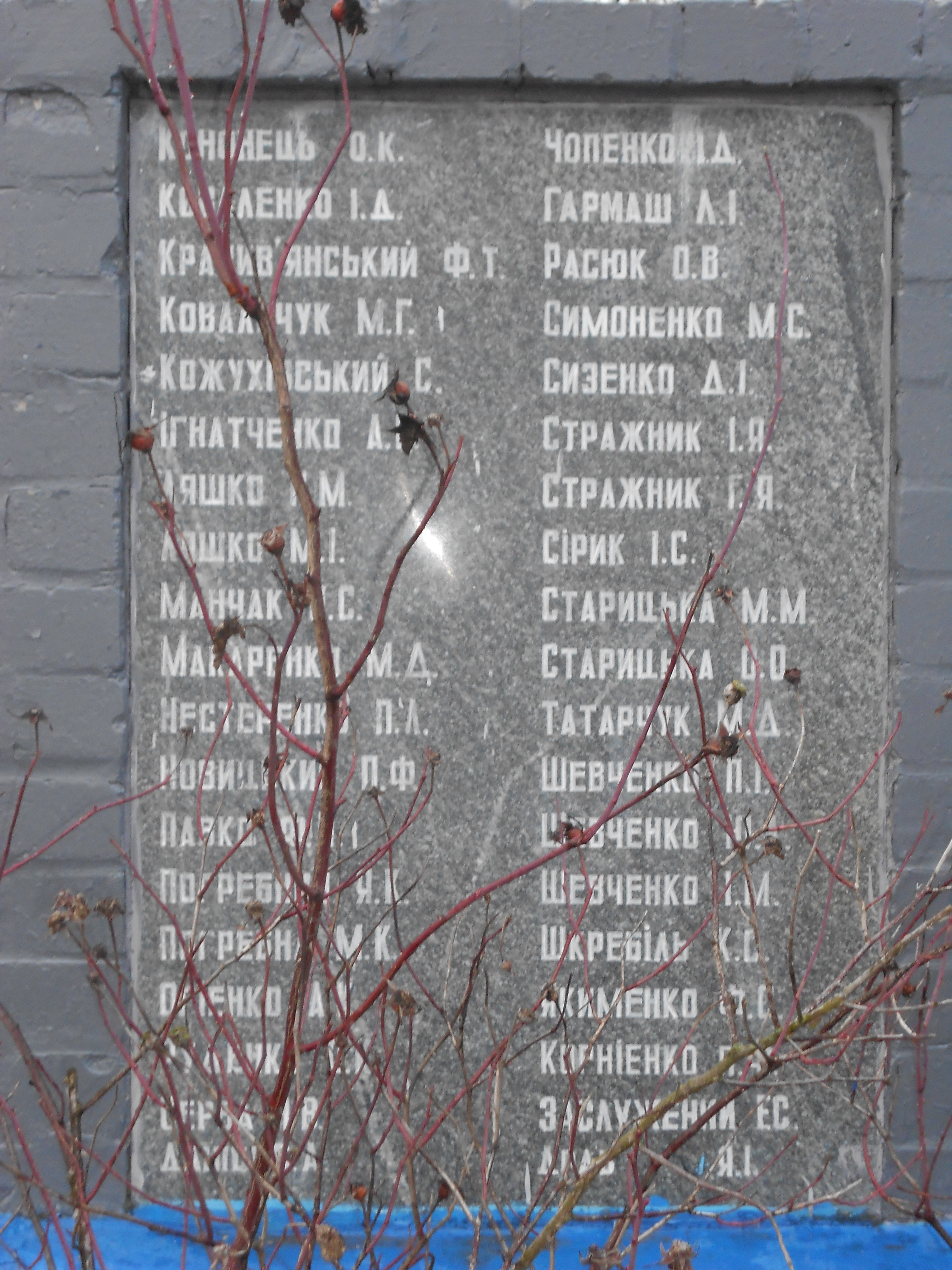
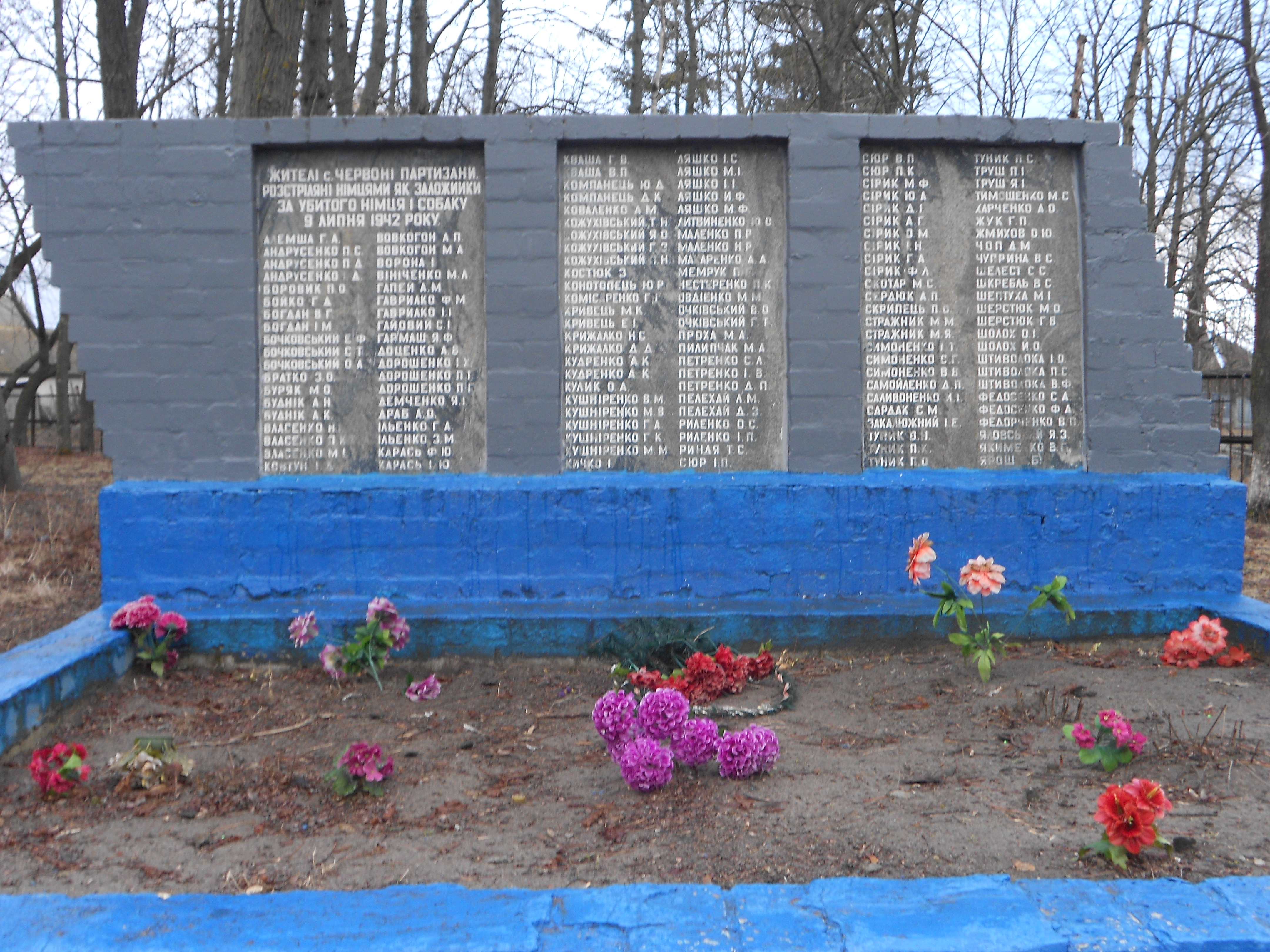
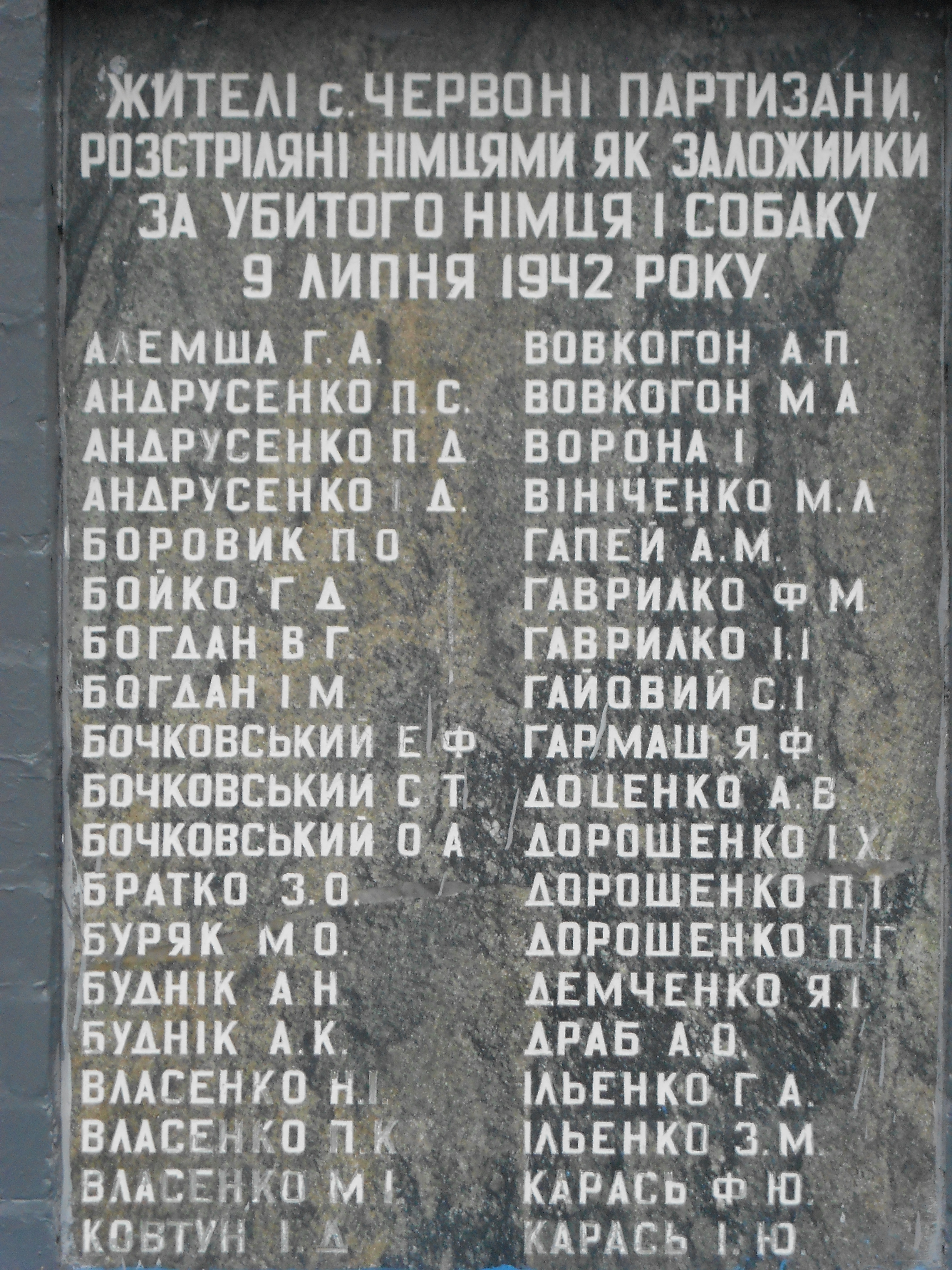
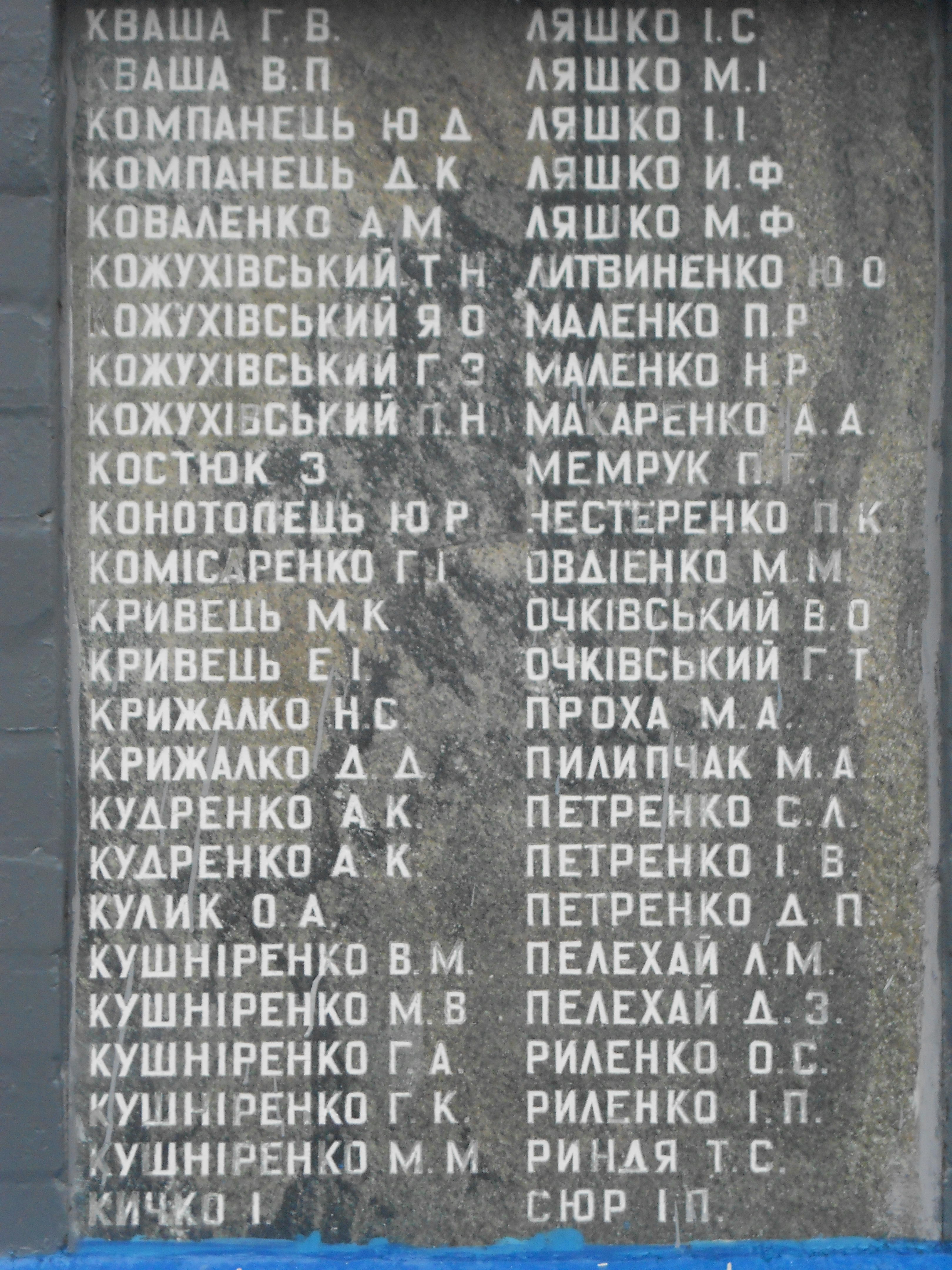
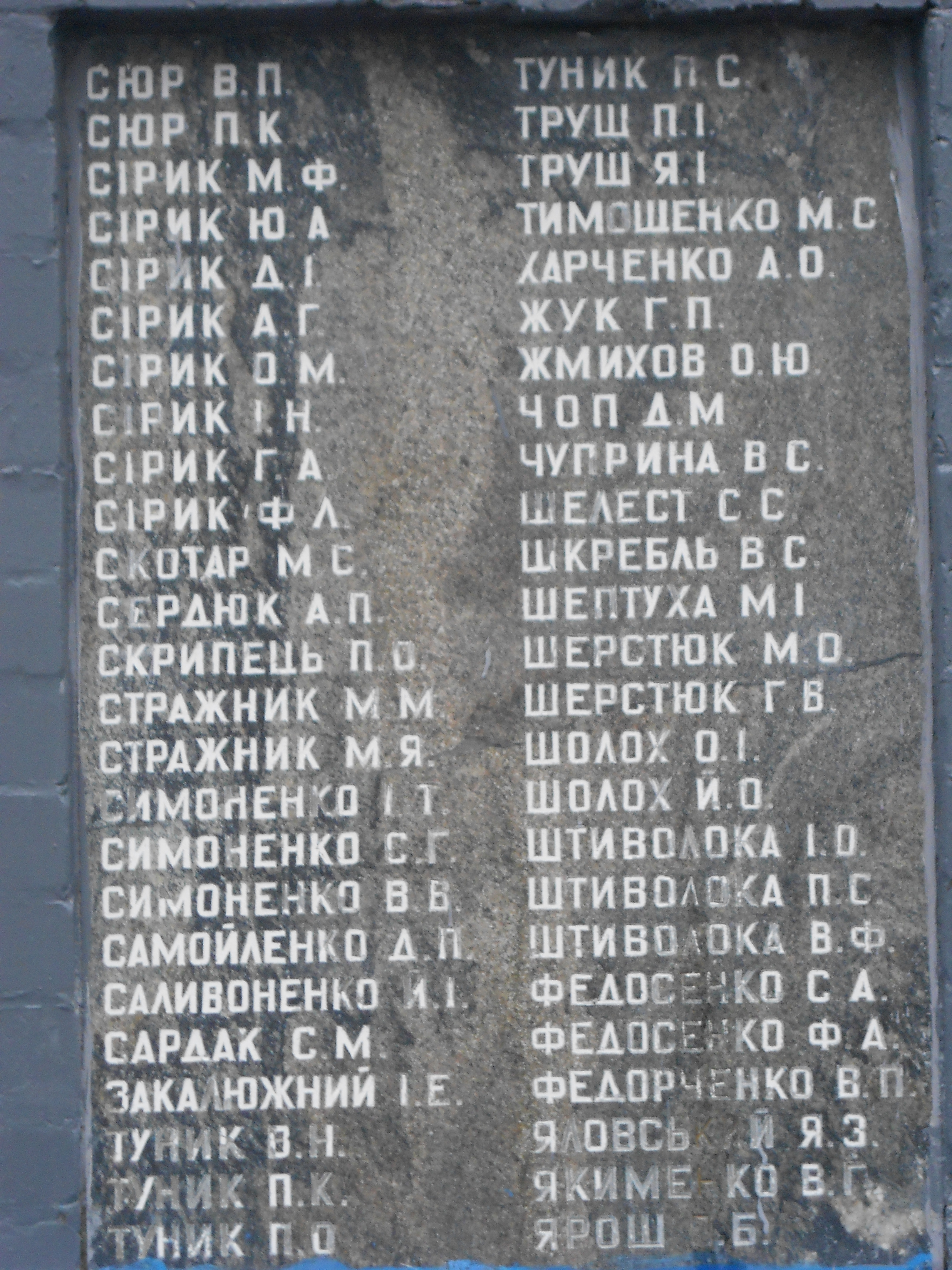
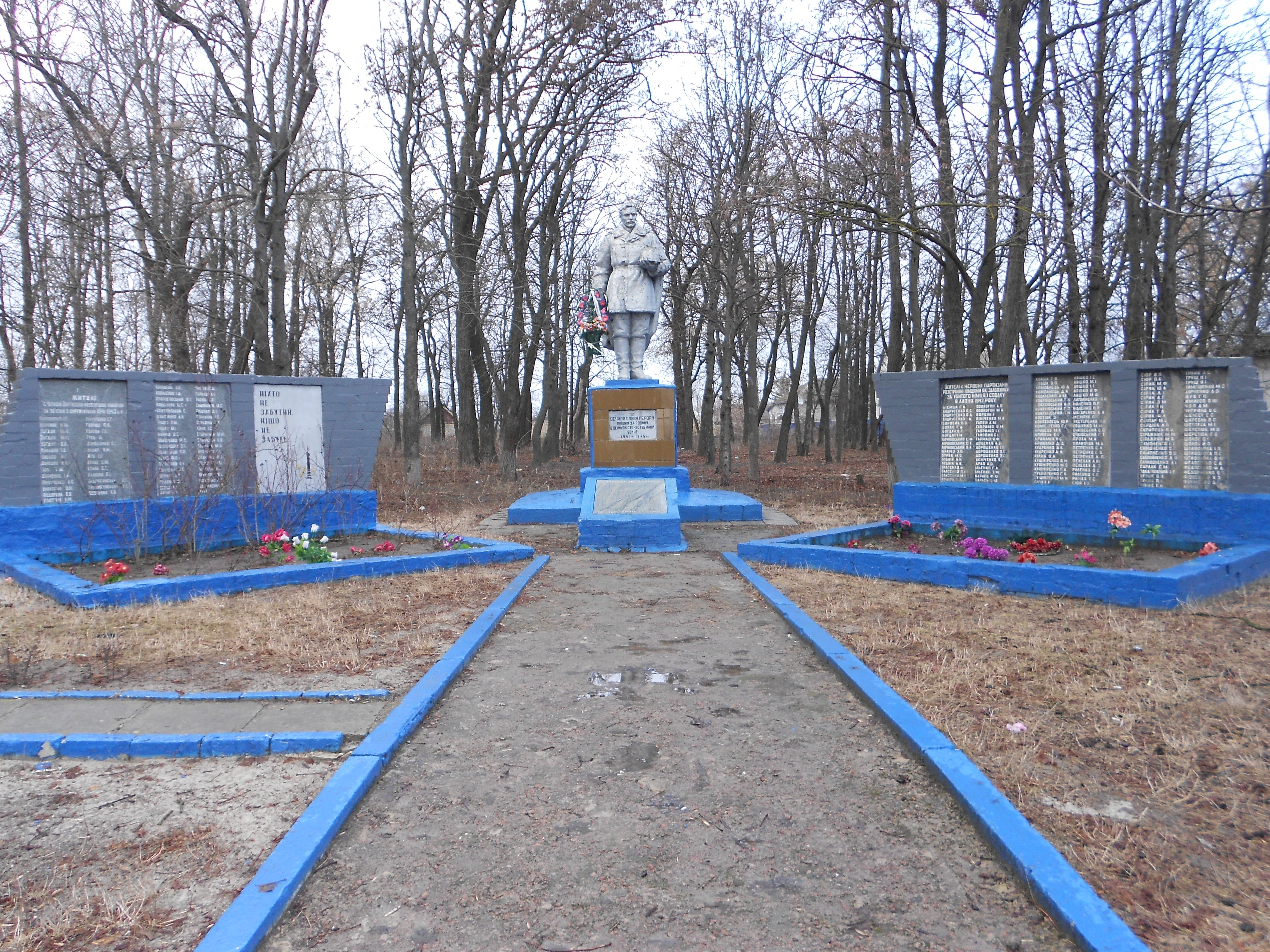
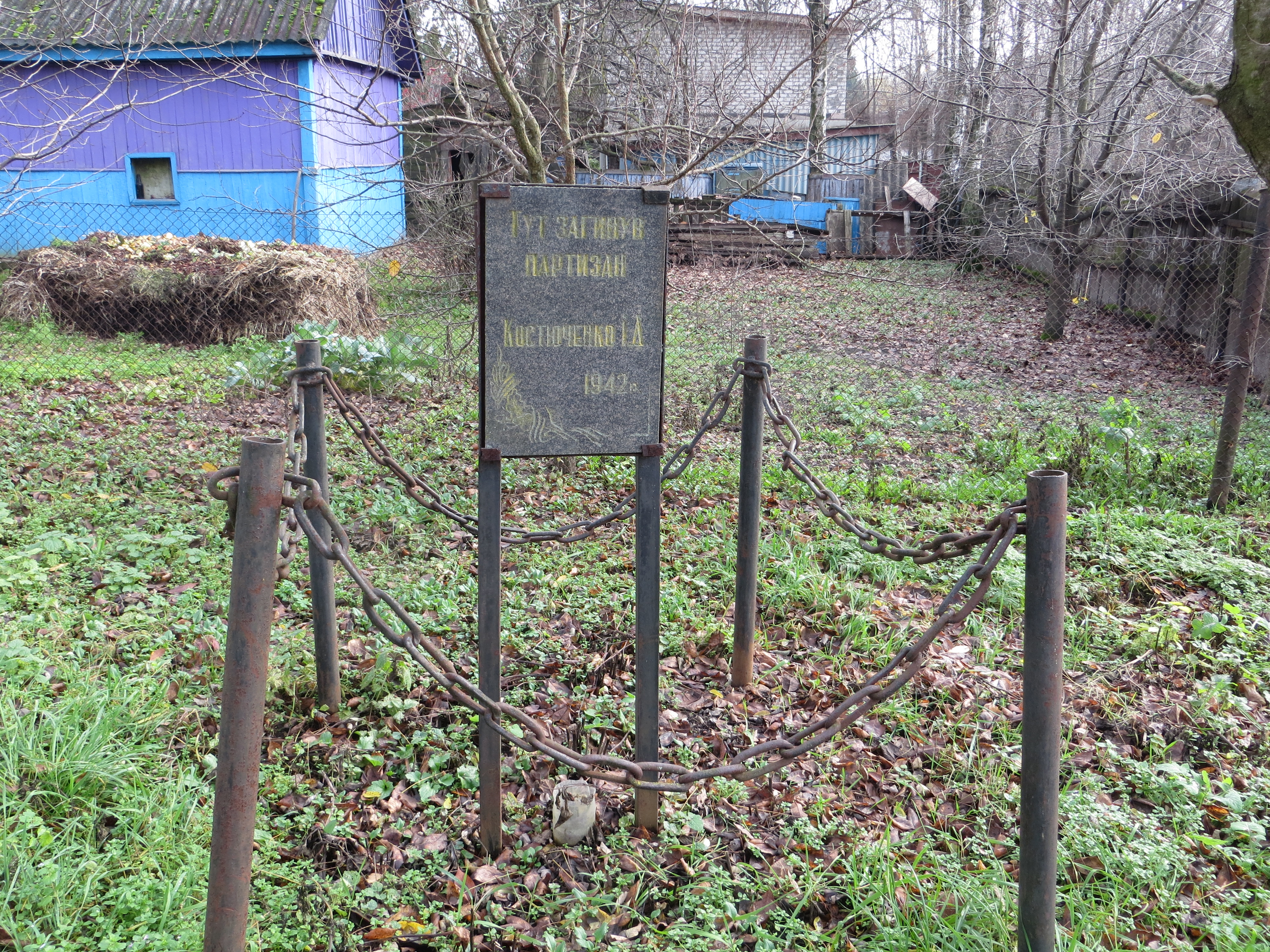
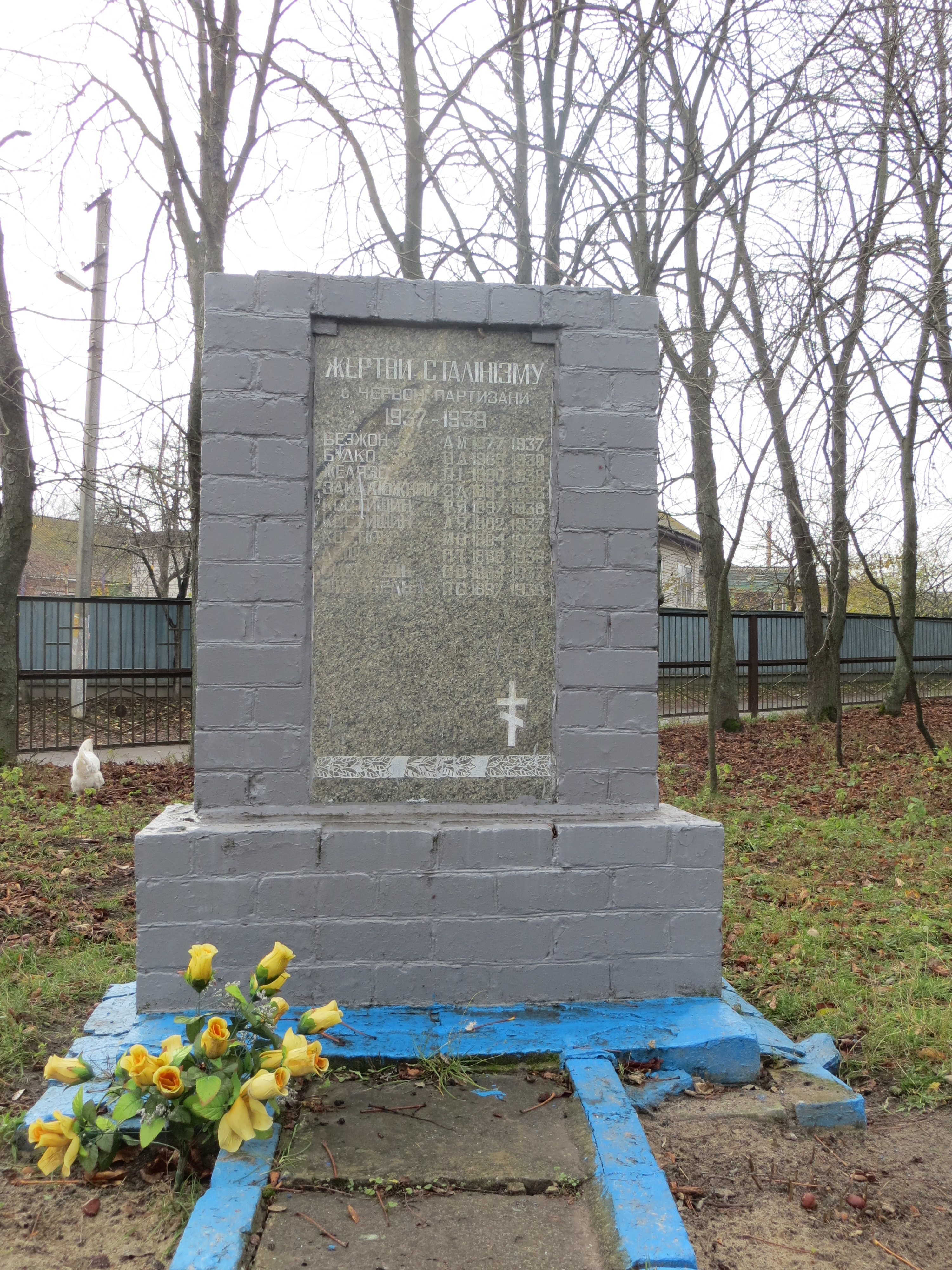
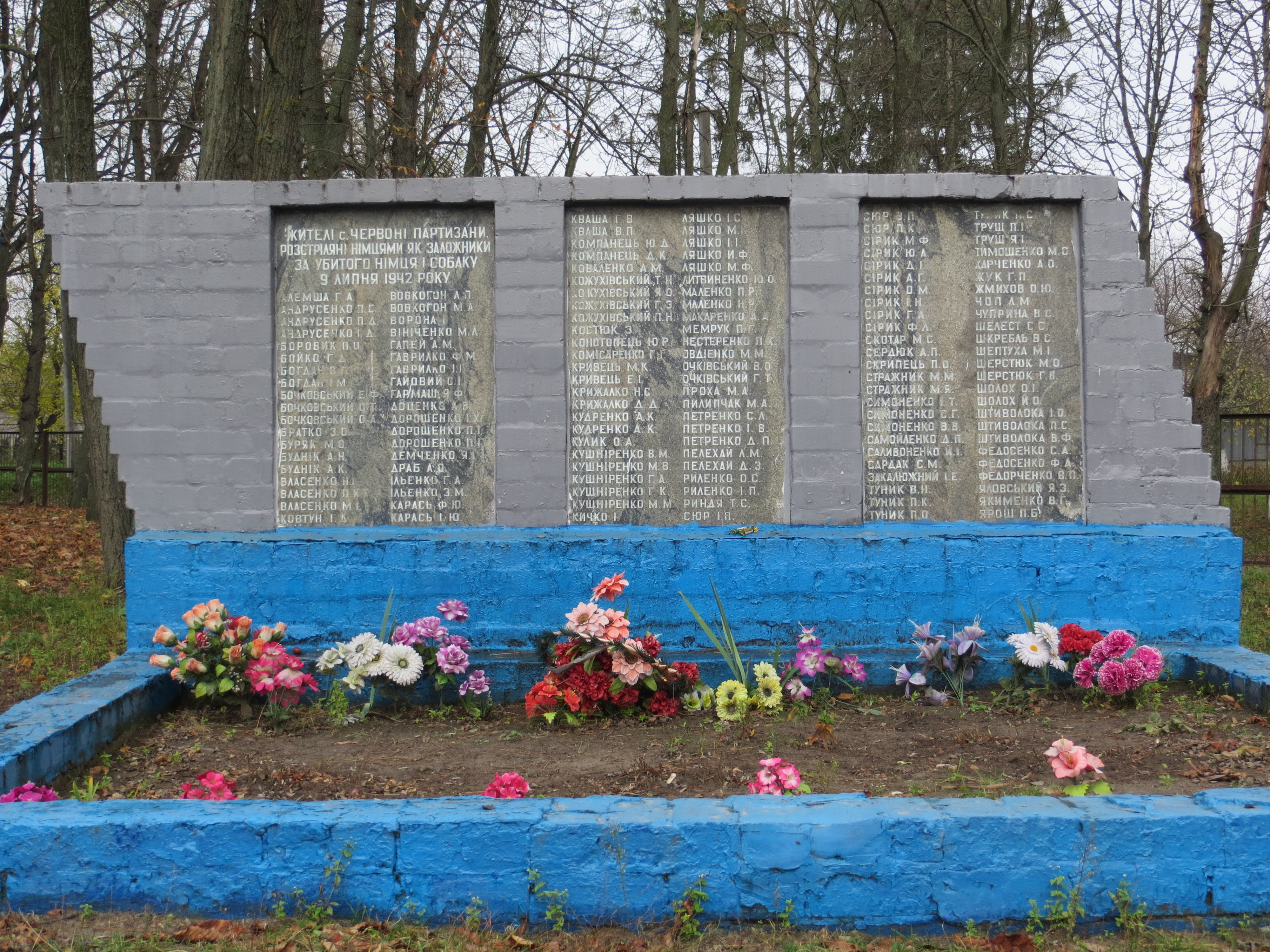
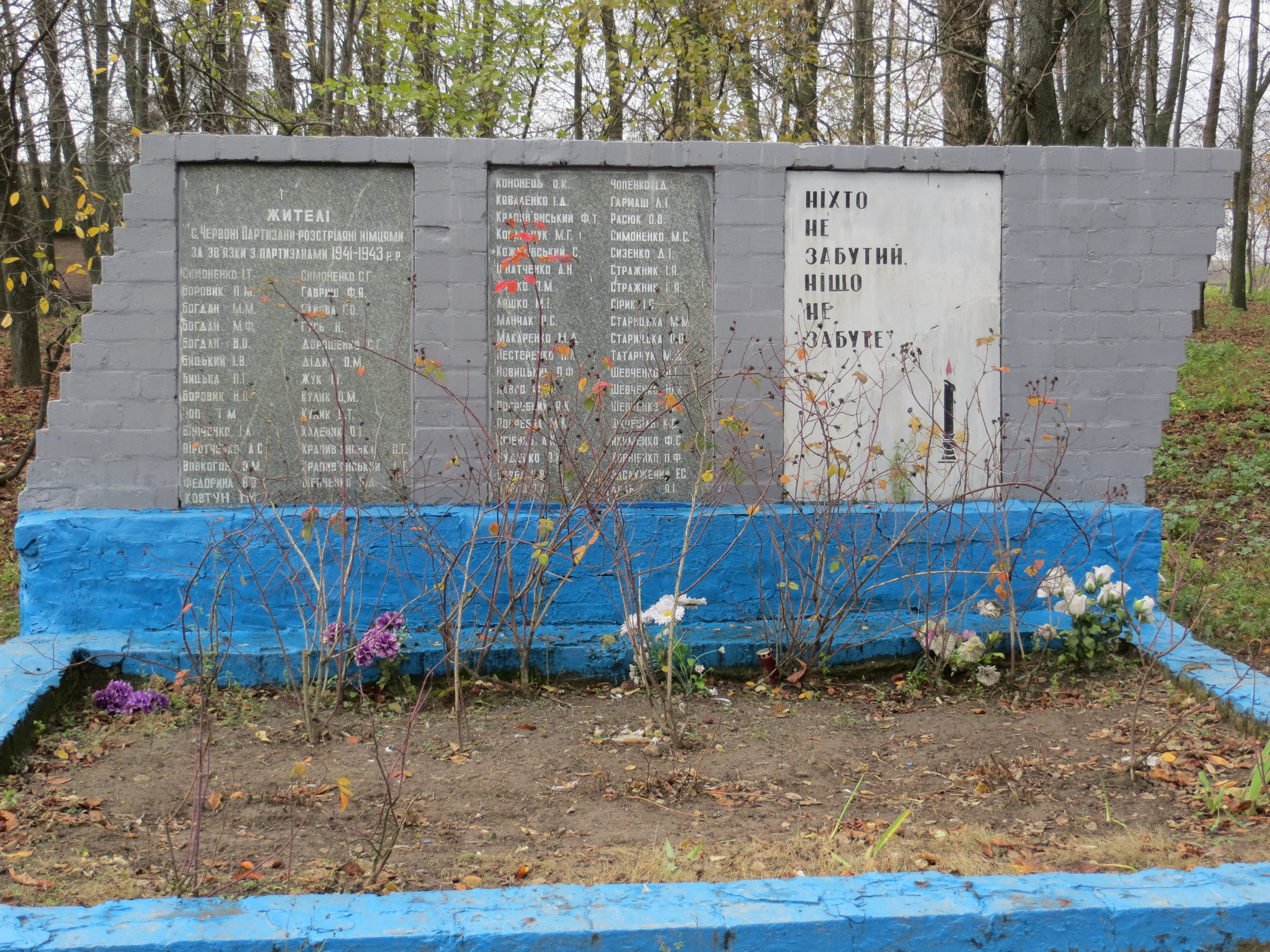
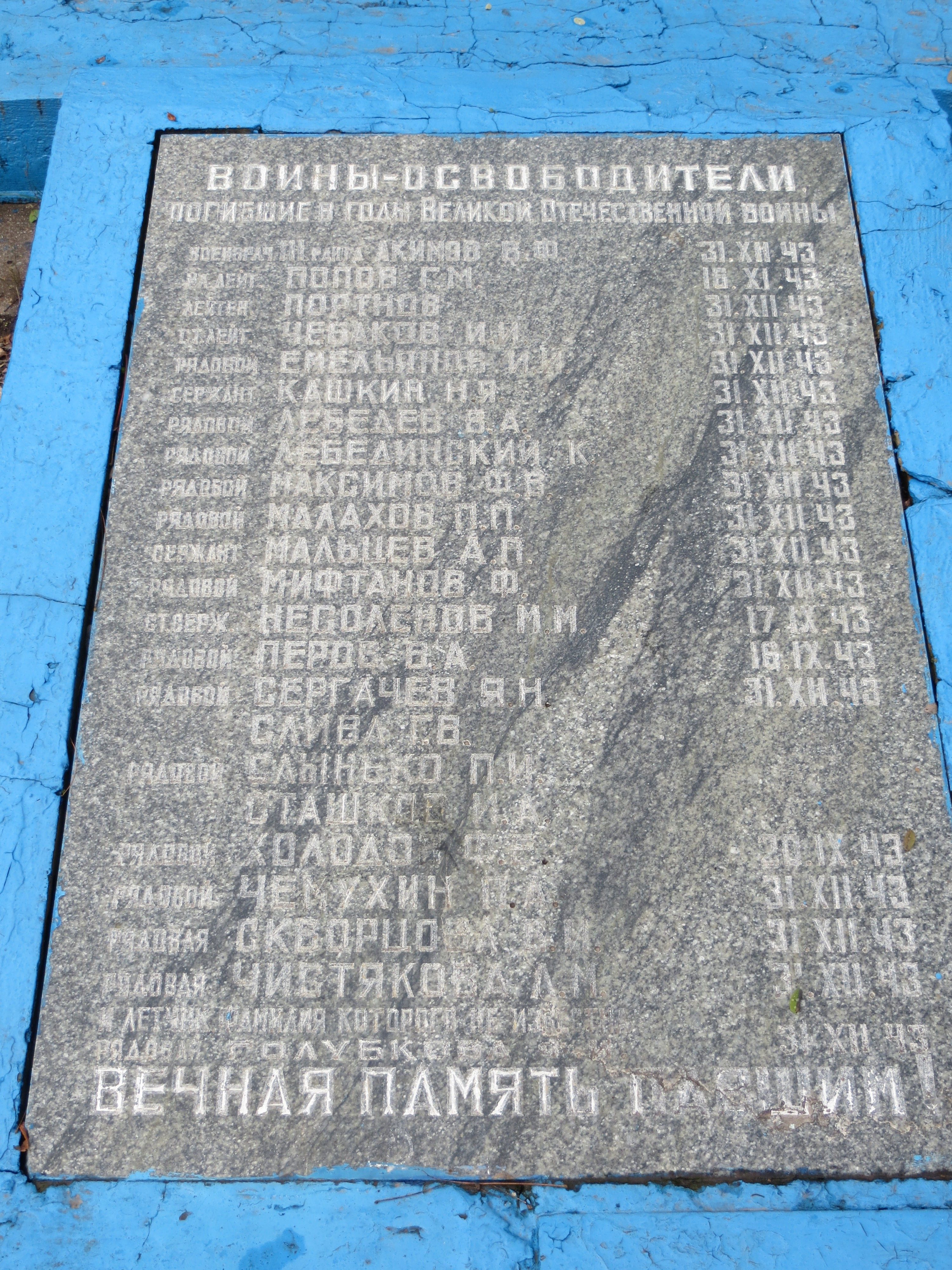